# Блюмль, Минна
Вильхельми́не «Ми́нна» Блюмль (нем. Wilhelmine "Minna" Blüml; 17 мая 1920, Шлирзе) — немецкая саночница, выступала за сборную ФРГ в первой половине 1960-х годов. Участница зимних Олимпийских игр в Инсбруке, четырёхкратная чемпионка национального первенства, победительница и призёрша многих международных чемпионатов.

## Биография
Минна Блюмль родилась 17 мая 1920 года в коммуне Шлирзе, район Мисбах. Активно заниматься спортом начала в раннем детстве, проходила подготовку в местном санном клубе. Первого серьёзного успеха добилась в 1953 году, когда на взрослом первенстве ФРГ завоевала золотую медаль. Год спустя повторила это достижение, надёжно закрепившись в основном составе национальной сборной. Рассчитывала принять участие в Олимпийских играх 1960 года в Скво-Велли, выиграла чемпионат Германии, но организаторы Игр отказались строить у себя санную трассу, в результате чего санный спорт не был представлен на этой Олимпиаде. На чемпионате мира 1963 года в австрийском Имсте заняла в женском одиночном разряде двадцать шестое место.
В 1964 году ей было уже 43 года, но несмотря на возраст, она решила во что бы то ни стало поучаствовать в зимних Олимпийских играх — в четвёртый раз одержала победу на первенстве ФРГ и прошла, таким образом, отбор в Объединённую сборную Германии, после чего поехала в Инсбрук, на первые в истории олимпийские соревнования по санному спорту. Стартовый заезд получился крайне неудачным, лишь шестнадцатое место, однако в последующих попытках Блюмль постепенно улучшала результат и в итоге закрыла десятку сильнейших. На этих Играх она стала самой возрастной саночницей, хотя у мужчин выступал спортсмен и с более солидным возрастом — представителю Аргентины Матиасу Штиннесу на момент старта состязаний было больше 53 лет.